# Ann-Christin Biel
Ann-Christin Biel, född den 12 juni 1958 i dalsländska Ärtemark, är en svensk operasångerska (sopran).
Biel utbildade sig vid Kungliga Musikhögskolan i Stockholm och debuterade som Cherubino på Drottningholms Slottsteater 1981, där hon även gestaltat Pamina, Susanna, Fiordiligi, Ilia och Serpetta i den numera klassiska Mozartcykeln i Göran Järvefelts regi och Arnold Östmans musikaliska ledning.
Hon gjorde sitt internationella genombrott som Micaëla i Peter Brooks La Tragédie de Carmen, först i Paris, sedan ett år på Broadway i New York och därefter på världsturné. Biel har medverkat i flera tv-produktioner, regelbundet samarbetat med tonsättare, och uruppfört flera specialskrivna verk, däribland Julie i Fröken Julie av Margareta Hallin som uppfördes på Confidencen och rösten i Tusen år hos Gud av Thomas Jennefelt som gavs på Dramatens Elverket.